# Сёхо (Эдо)
Сёхо (яп. 正保 сё:хо:) — девиз правления (нэнго) японского императора Го-Комё, использовавшийся с 1645 по 1648 год.

## Продолжительность
Начало и конец эры:
- 16-й день 12-й луны 21-го года Канъэй (по григорианскому календарю — 13 января 1645);
- 15-й день 2-й луны 5-го года Сёхо (по григорианскому календарю — 7 апреля 1648).

## Происхождение
Название нэнго было заимствовано из классического древнекитайского сочинения «Шан шу чжэн и» (кит. трад. 尚書正義, пиньинь Shàngshū zhèngyì, буквально: «Истинное значение "Древних документов"»):「正保衡、佐我烈祖格于皇天」.

## События
- 1644 год (1-й год Сёхо) — составлена «Карта периода Сёхо»[7];
- 18 мая 1645 (23-й день 4-й луны 2-го года Сёхо) — сёгуну был пожалован титул тюнагона[8];
- декабрь 1645 года (3-й год Сёхо) — скончался Такуан Сохо, ключевая фигура в движении за реформирование дзэн[9];
- 1648 (6-й год Сёхо) — сёгунат издает кодекс, регулирующий жизнь простолюдинов в Эдо[9];

## Сравнительная таблица
Ниже представлена таблица соответствия японского традиционного и европейского летосчисления. В скобках к номеру года японской эры указано название соответствующего года из 60-летнего цикла китайской системы гань-чжи. Японские месяцы традиционно названы лунами.
| 1-й год Сёхо (Деревянная Обезьяна) | 1-я луна        | 2-я луна*               | 3-я луна  | 4-я луна* | 5-я луна* | 6-я луна                | 7-я луна*  | 8-я луна    | 9-я луна    | 10-я луна  | 11-я луна* | 12-я луна     |                |
| ---------------------------------- | --------------- | ----------------------- | --------- | --------- | --------- | ----------------------- | ---------- | ----------- | ----------- | ---------- | ---------- | ------------- | -------------- |
| Григорианский календарь            | 8 февраля 1644  | 9 марта                 | 7 апреля  | 7 мая     | 5 июня    | 4 июля                  | 3 августа  | 1 сентября  | 1 октября   | 31 октября | 30 ноября  | 29 декабря    |                |
| Юлианский календарь                | 29 января 1644  | 28 февраля              | 28 марта  | 27 апреля | 26 мая    | 24 июня                 | 24 июля    | 22 августа  | 21 сентября | 21 октября | 20 ноября  | 19 декабря    |                |
| 2-й год Сёхо (Деревянный Петух)    | 1-я луна*       | 2-я луна                | 3-я луна* | 4-я луна  | 5-я луна* | 5-я луна (високосная) * | 6-я луна   | 7-я луна*   | 8-я луна    | 9-я луна   | 10-я луна* | 11-я луна     | 12-я луна      |
| Григорианский календарь            | 28 января 1645  | 26 февраля              | 28 марта  | 26 апреля | 26 мая    | 24 июня                 | 23 июля    | 22 августа  | 20 сентября | 20 октября | 19 ноября  | 18 декабря    | 17 января 1646 |
| Юлианский календарь                | 18 января 1645  | 16 февраля              | 18 марта  | 16 апреля | 16 мая    | 14 июня                 | 13 июля    | 12 августа  | 10 сентября | 10 октября | 9 ноября   | 8 декабря     | 7 января 1646  |
| 3-й год Сёхо (Огненная Собака)     | 1-я луна*       | 2-я луна                | 3-я луна* | 4-я луна  | 5-я луна* | 6-я луна*               | 7-я луна   | 8-я луна*   | 9-я луна    | 10-я луна* | 11-я луна  | 12-я луна     |                |
| Григорианский календарь            | 16 февраля 1646 | 17 марта                | 16 апреля | 15 мая    | 14 июня   | 13 июля                 | 11 августа | 10 сентября | 9 октября   | 8 ноября   | 7 декабря  | 6 января 1647 |                |
| Юлианский календарь                | 6 февраля 1646  | 7 марта                 | 6 апреля  | 5 мая     | 4 июня    | 3 июля                  | 1 августа  | 31 августа  | 29 сентября | 29 октября | 27 ноября  | 27 декабря    |                |
| 4-й год Сёхо (Огненная Свинья)     | 1-я луна        | 2-я луна*               | 3-я луна  | 4-я луна* | 5-я луна  | 6-я луна*               | 7-я луна*  | 8-я луна*   | 9-я луна    | 10-я луна  | 11-я луна* | 12-я луна     |                |
| Григорианский календарь            | 5 февраля 1647  | 7 марта                 | 5 апреля  | 5 мая     | 3 июня    | 3 июля                  | 1 августа  | 30 августа  | 28 сентября | 28 октября | 27 ноября  | 26 декабря    |                |
| Юлианский календарь                | 26 января 1647  | 25 февраля              | 26 марта  | 25 апреля | 24 мая    | 23 июня                 | 22 июля    | 20 августа  | 18 сентября | 18 октября | 17 ноября  | 16 декабря    |                |
| 5-й год Сёхо (Земляная Крыса)      | 1-я луна        | 1-я луна (високосная) * | 2-я луна  | 3-я луна  | 4-я луна* | 5-я луна*               | 6-я луна   | 7-я луна*   | 8-я луна    | 9-я луна*  | 10-я луна  | 11-я луна*    | 12-я луна      |
| Григорианский календарь            | 25 января 1648  | 24 февраля              | 24 марта  | 23 апреля | 23 мая    | 21 июня                 | 20 июля    | 19 августа  | 17 сентября | 17 октября | 15 ноября  | 15 декабря    | 13 января 1649 |
| Юлианский календарь                | 15 января 1648  | 14 февраля              | 14 марта  | 13 апреля | 13 мая    | 11 июня                 | 10 июля    | 9 августа   | 7 сентября  | 7 октября  | 5 ноября   | 5 декабря     | 3 января 1649  |

* звёздочкой отмечены короткие месяцы (луны) продолжительностью 29 дней. Остальные месяцы длятся 30 дней.